# Shotaro Dei
Shotaro Dei (出井 正太郎 Dei Shotaro?, nacido el 8 de agosto de 1986 en Ehime) es un exfutbolista japonés. Jugaba de delantero y su único club fue el Fagiano Okayama de Japón.

## Trayectoria

### Clubes
| Club            | País  | Año         |
| --------------- | ----- | ----------- |
| Fagiano Okayama | Japón | 2009 - 2010 |